# Präfektur Aomori
Aomori (jap. 青森県 Aomori-ken, englisch Aomori Prefecture) ist eine Präfektur Japans. Sie befindet sich im Norden der Region Tōhoku auf der Insel Honshū. Sitz der Präfekturverwaltung ist die gleichnamige Stadt Aomori Aomori-shi.

## Geographie
Die Präfektur Aomori ist die nördlichste der Hauptinsel Honshū. Zwischen Aomori und der Insel Hokkaidō befindet sich die Tsugaru-Straße. Im Süden grenzt Aomori an die Präfektur Akita und an die Präfektur Iwate. Im Südosten von Aomori liegt der Ogawara-Brackwassersee.

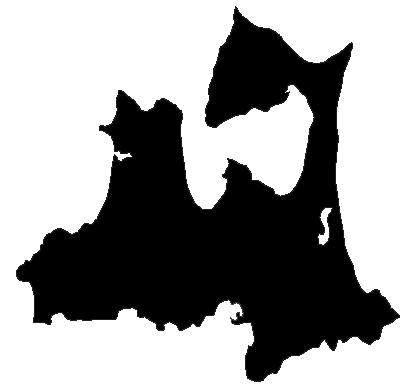
Umriss
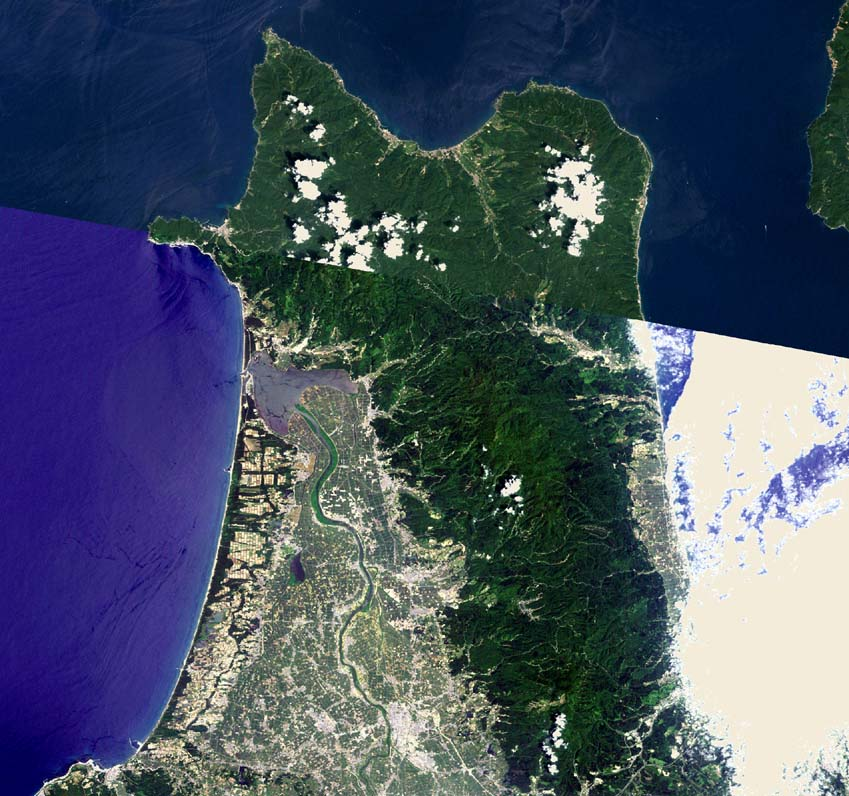
Tsugaru-Halbinsel
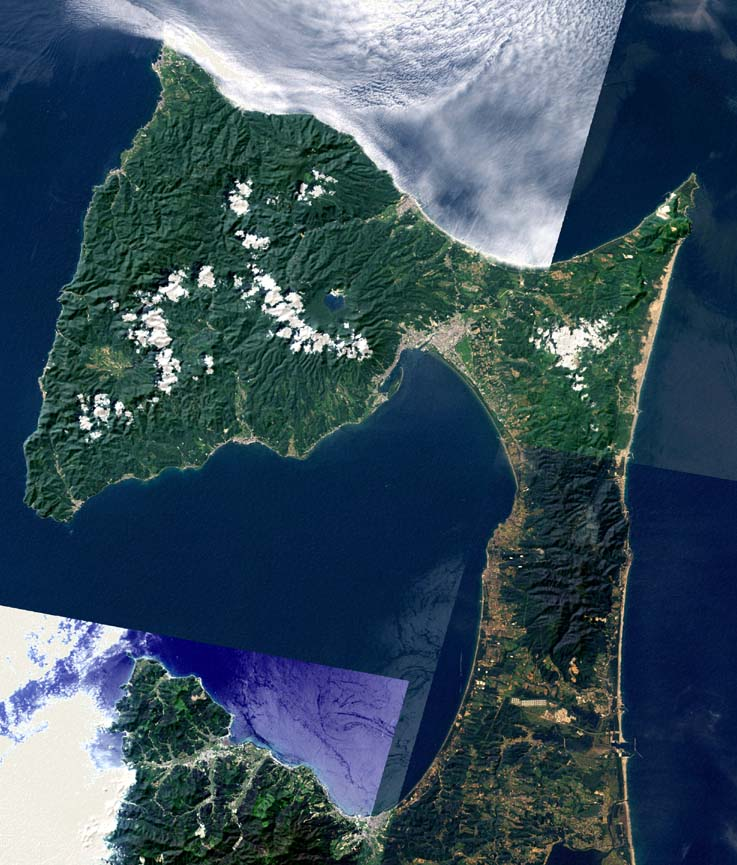
Shimokita-Halbinsel
Grenzschild der Präfektur Aomori

## Geschichte
Die Region der heutigen Aomori-Provinz wurde in der Antike von den Emishi-Stämmen bewohnt. Unklar ist ob auch die direkten Vorfahren der Ainu in dieser Provinz heimisch waren oder erst später aus südlichen Regionen nach Hokkaidō zogen. Die historische Nachbildung eines Emishidorfs, Sannai-Maruyama, befindet sich in Aomori und wird als Freilichtmuseum betrieben.
Die Präfektur in ihrer jetzigen Form existiert seit 1871, als die aus Lehen (Han) hervorgegangenen Präfekturen Tate, Hirosaki, Kuroishi, Tonami (ein 1869 eingerichteter Ableger von Aizu aus ehemaligen Gebieten des ebenfalls rebellischen/shōgunatstreuen Morioka, der dem neugeborenen Aizu-Erben Matsudaira Kataharu überlassen wurde), Shichinohe und Hachinohe zusammengeschlossen wurden. 1872 wurde die ehemalige Präfektur Tate, namentlich die Landkreise Nishi, Hiyama, Tsugaru und Fukushima der Provinz Oshima, wieder abgetrennt und an die Entwicklungsbehörde (Hokkaidō) übertragen. Seit 1876, als der Landkreis Ninohe an die Präfektur Iwate transferiert wurde, umfasst die Präfektur Aomori ihr heutiges Gebiet.

## Politik
- KPJ: 3
- Shinsei mirai (mit KDP): 6
- Fraktionslos: 6
- Kōmeitō: 2
- LDP: 29
- Sanseitō: 1

Die neue Wahlkreiseinteilung von Aomori für das Abgeordnetenhaus seit 2017

Nach fünf Amtszeiten als Gouverneur von Aomori zog sich Shingo Mimura 2023 zurück. Bei der Gouverneurswahl im Juni 2023 um die Nachfolge teilte sich das konservative Lager; Sōichirō Miyashita, ehemaliger Bürgermeister der Stadt Mutsu, setzte sich mit 68,1 % der Stimmen gegen den ehemaligen Bürgermeister der Stadt Aomori, Akihiko Onodera (29,3 %), und zwei weitere Kandidaten durch. Die Wahlbeteiligung stieg auf 57,1 %.
Im 48-köpfigen Präfekturparlament verteidigte die LDP bei den einheitlichen Regionalwahlen im April 2023 mit 25 Sitzen ihre absolute Mehrheit.
Aomori ist traditionell ein „konservatives Königreich“ (hoshu ōkoku), eine LDP-Hochburg. Bei der Wahl 2017 zum Shūgiin, dem Unterhaus des nationalen Parlaments, verlor Aomori einen Sitz und ist nun in drei Wahlkreise eingeteilt. Bei der Wahl 2024 verlor die LDP wie zuletzt 2009 einen Wahlkreis in Aomori. Im Sangiin, dem nationalen Oberhaus, vertraten nach den Wahlen von 2010 und 2013 zwei Liberaldemokraten die Präfektur; aber bei der Oberhauswahl 2016 ging Aomori knapp an die Opposition. Namentlich besteht die direkt gewählte Delegation Aomoris ins nationale Parlament (Stand: November 2024) aus:
- im Shūgiin
  - für den 1. Wahlkreis im Norden von Aomori mit der Hauptstadt: Jun Tsushima (LDP, 5. Amtszeit) der Tsushima-Schriftsteller-Politiker-Dynastie, der sich seit 2017 nach der „Costa-Rica-Methode“ alternierend die LDP-Mehrheitswahlkandidatur mit Ex-Verteidigungsminister Akinori Eto teilen muss,
  - für den 2. Wahlkreis mit der Stadt Hachinohe: Jun’ichi Kanda (LDP, 2. Amtszeit), Urenkel des zweiten Bürgermeisters der Stadt Hachinohe nach der Gründung, der 2021 den langjährigen Abgeordneten Tadamori Ōshima ablöste,
  - für den 3. Wahlkreis mit der Stadt Hirosaki: Hanako Okada (KDP, 1. Amtszeit), die sich 2024 gegen Jirō Kimura (LDP), den Bruder und indirekten Nachfolger von Tarō Kimura, durchsetzte,
- im Sangiin
  - bis 2028: Masayo Tanabu (KDP, 2. Amtszeit, vorher drei im Shūgiin), die Tochter von Masami Tanabu, und
  - bis 2025: Motome Takisawa (LDP, 2. Amtszeit).

## Militärische Bedeutung
Die Präfektur Aomori und die Tsugaru-Straße sind sowohl für Japan als auch für die Vereinigten Staaten von strategischem Bedeutung, da die Meerenge als Zugangspunkt für die US-Marine zum Japanischen Meer dient, von wo aus sie Druck auf Russland, China und Nordkorea ausüben könnten. Die Präfektur beherbergt auch die Misawa Air Base, die einzige kombinierte, gemeinsame Einrichtung der US-Streitkräfte, auf der Heer, Marine und Luftwaffe sowie die japanischen Selbstverteidigungskräfte stationiert sind. Die Selbstverteidigungsstreitkräfte unterhalten Stützpunkte in der Präfektur, darunter den JMSDF-Stützpunkt Ōminato, den JMSDF-Luftwaffenstützpunkt Hachinohe und das JGSDF-Camp Aomori.

## Verkehr
Der Seikan-Tunnel verbindet die japanische Hauptinsel Honshū mit der Insel Hokkaidō. Er hat eine Länge von 53,85 Kilometern. Davon liegen 23,3 Kilometer unter dem Meer. Die Tsugaru-Straße ist zwar nur 140 Meter tief, aufgrund der Erdbebengefahr liegt der Tunnel jedoch bis zu 240 Meter unter dem Meeresspiegel. Der Tunnel wurde nach 17 Jahren Bauzeit im März 1988 eröffnet. Gleichzeitig wurden die Eisenbahnfähren über die stürmische Tsugaru-Straße aufgegeben. Im Seikan-Tunnel gibt es zwei unterseeische Bahnhöfe, die zu den tiefsten Bahnhöfen der Welt zählen.

## Tourismus

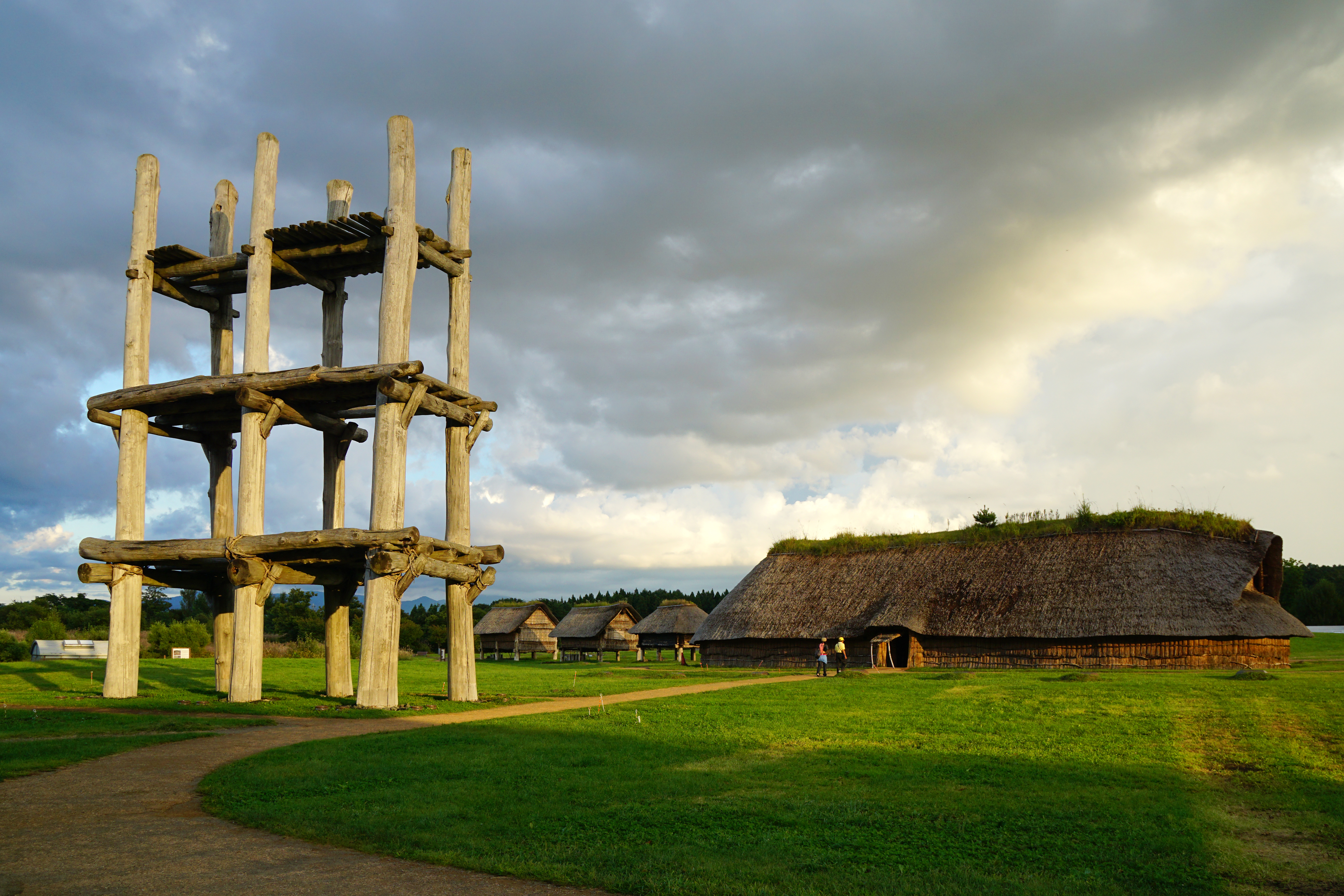
Sannai-Maruyama Dorf (rekonstruiert)

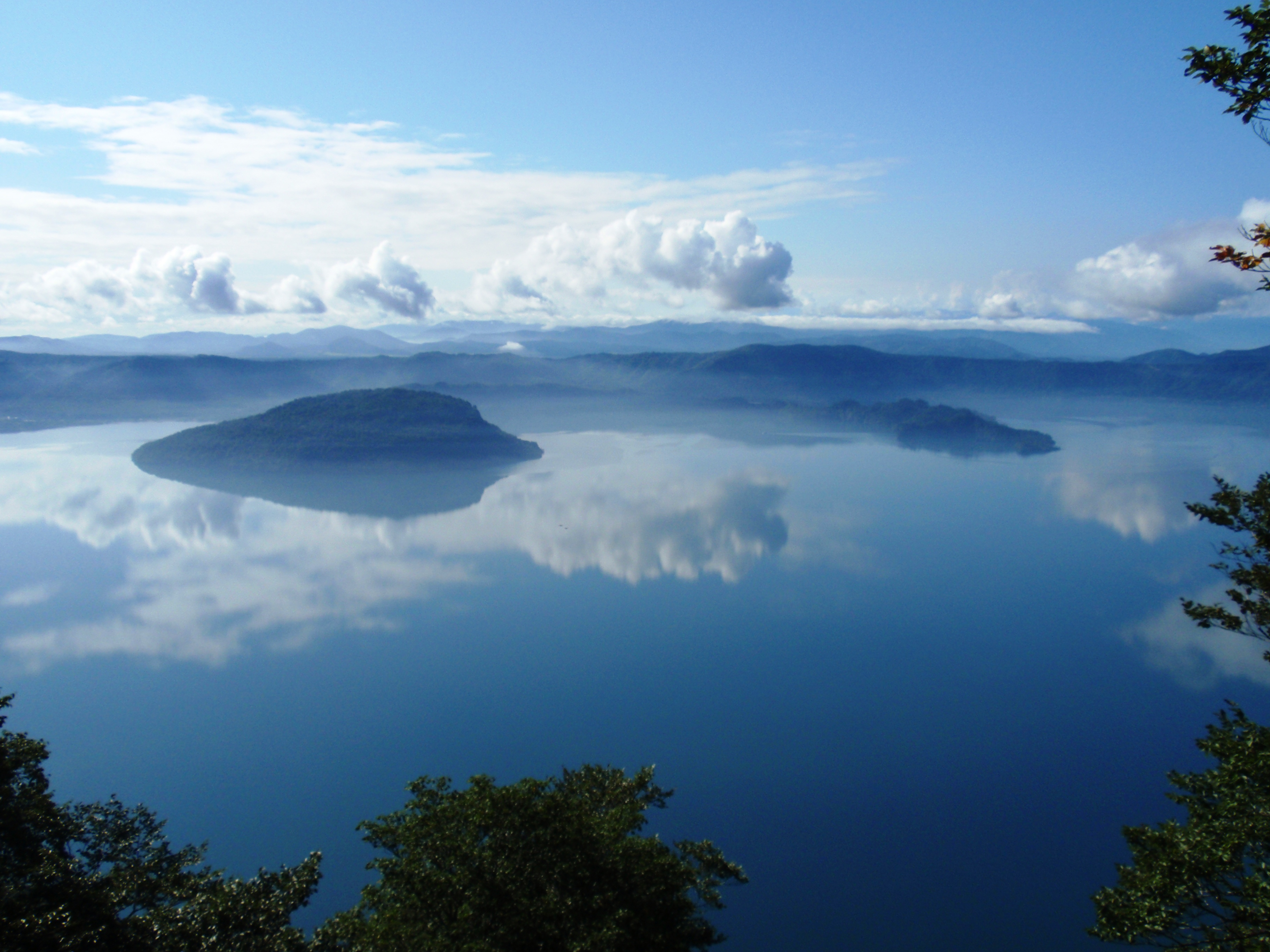
Towada-See

Aomori ist besonders für seine Apfelplantagen bekannt.
Der See Towada, der sich in einer Caldera auf dem Vulkan Towada befindet, liegt zwischen den Präfekturen Akita und Aomori.
Der Berg Osorezan befindet sich in Mutsu auf der Shimokita-Halbinsel.
Im Hakkōda-Gebirge in Aomori kann man im Sommer Bergwandern und im Winter Skifahren.

## Gemeinden
Seit 2006 gibt es noch 40 Gemeinden in Aomori: 10 [kreisfreie] Städte (-shi), davon zwei in Sonderformen für Großstädte, 22 [kreisangehörige] Städte (-machi/-chō) und acht Dörfer (-mura). Nach der Einführung der heutigen Gemeindeformen 1889 waren es zunächst über 170 Gemeinden, 1953 vor der großen Shōwa-Gebietsreform noch über 160.
Anmerkung: Die bis dahin bestehenden Kreise Tsugaru und Kita wurden 1878/79 in mehrere Kreise geteilt. Im Sinne der Lesbarkeit wurden die dabei angefügten Präfixe [Kita-: „Nord-“, Minami-: „Süd-“, Higashi-: „Ost-“, Nishi-: „West-“, Naka-: „Mittel-/Zentral-“, Kami-: „Ober-“, Shimo-: „Unter-“] hier durch Bindestrich getrennt, die sonstige Romanisierungspraxis ist uneinheitlich.
| Gemeinde                              | Typ                 | Kreis (-gun)    | Fläche (1. Januar 2023) | Einwohnerzahl (1. März 2021) |
| ------------------------------------- | ------------------- | --------------- | ----------------------- | ---------------------------- |
| Aomori (Sitz der Präfekturverwaltung) | -shi („Kernstadt“)  | –               | 824,61 km²              | 271.962                      |
| Hirosaki                              | -shi                | –               | 524,20 km²              | 168.203                      |
| Hachinohe                             | -shi („Kernstadt“)  | –               | 305,56 km²              | 220.612                      |
| Kuroishi                              | -shi                | –               | 217,05 km²              | 31.604                       |
| Goshogawara                           | -shi                | –               | 404,20 km²              | 50.757                       |
| Towada                                | -shi                | –               | 725,65 km²              | 60.063                       |
| Misawa                                | -shi                | –               | 119,87 km²              | 38.351                       |
| Mutsu                                 | -shi                | –               | 864,20 km²              | 53.393                       |
| Tsugaru                               | -shi                | –               | 253,55 km²              | 30.164                       |
| Hirakawa                              | -shi                | –               | 346,01 km²              | 30.326                       |
| Hiranai                               | -machi              | Higashi-Tsugaru | 217,09 km²              | 9964                         |
| Imabetsu                              | -machi              | Higashi-Tsugaru | 125,27 km²              | 2292                         |
| Yomogita                              | -mura               | Higashi-Tsugaru | 80,84 km²               | 2591                         |
| Sotogahama                            | -machi              | Higashi-Tsugaru | 230,30 km²              | 5233                         |
| Ajigasawa                             | -machi              | Nishi-Tsugaru   | 343,08 km²              | 8730                         |
| Fukaura                               | -machi              | Nishi-Tsugaru   | 488,90 km²              | 7191                         |
| Nishi-Meya                            | -mura               | Naka-Tsugaru    | 246,02 km²              | 1310                         |
| Fujisaki                              | -machi              | Minami-Tsugaru  | 37,29 km²               | 14.478                       |
| Ōwani                                 | -machi              | Minami-Tsugaru  | 163,43 km²              | 8442                         |
| Inakadate                             | -mura               | Minami-Tsugaru  | 22,35 km²               | 7335                         |
| Itayanagi                             | -machi              | Kita-Tsugaru    | 41,88 km²               | 12.681                       |
| Tsuruta                               | -machi              | Kita-Tsugaru    | 46,43 km²               | 12.211                       |
| Nakadomari                            | -machi              | Kita-Tsugaru    | 216,34 km²              | 9750                         |
| Noheji                                | -machi              | Kami-Kita       | 81,68 km²               | 12.352                       |
| Shichinohe                            | -machi              | Kami-Kita       | 337,23 km²              | 14.217                       |
| Rokunohe                              | -machi              | Kami-Kita       | 83,89 km²               | 10.473                       |
| Yokohama                              | -machi              | Kami-Kita       | 126,38 km²              | 4133                         |
| Tōhoku                                | -machi              | Kami-Kita       | 326,50 km²              | 16.449                       |
| Rokkasho                              | -mura               | Kami-Kita       | 252,94 km²              | 10.099                       |
| Oirase                                | -chō                | Kami-Kita       | 71,96 km²               | 24.407                       |
| Ōma                                   | -machi              | Shimo-Kita      | 52,09 km²               | 4612                         |
| Higashidōri                           | -mura               | Shimo-Kita      | 295,32 km²              | 5809                         |
| Kazamaura                             | -mura               | Shimo-Kita      | 69,46 km²               | 1644                         |
| Sai                                   | -mura               | Shimo-Kita      | 135,05 km²              | 1804                         |
| Sannohe                               | -machi              | Sannohe         | 151,79 km²              | 8864                         |
| Gonohe                                | -machi              | Sannohe         | 177,67 km²              | 15.761                       |
| Takko                                 | -machi              | Sannohe         | 241,98 km²              | 4782                         |
| Nanbu                                 | -chō                | Sannohe         | 153,12 km²              | 16.449                       |
| Hashikami                             | -chō                | Sannohe         | 94,00 km²               | 13.176                       |
| Shingō                                | -mura               | Sannohe         | 150,77 km²              | 2179                         |
| Aomori                                | -ken (40 Gemeinden) | (8 Kreise)      | 9.645,95 km²            | 1.225.034                    |

## In der Astronomie
Der Asteroid (19701) Aomori wurde 2012 nach der Präfektur benannt.